# Robert Mösching
Robert Mösching (né le 23 novembre 1954) est un ancien sauteur à ski suisse.

## Palmarès

### Jeux Olympiques
| Épreuve / Édition | Innsbruck 1976 | Lake Placid 1980 |
| Petit Tremplin    | 35e            | 37e              |
| Grand Tremplin    | 38e            | 17e              |

### Coupe du Monde
- Meilleur classement final: 28e en 1980.
- Meilleur résultat: 3e